# Liste der Bodendenkmäler in Neutraubling
Auf dieser Seite sind die Bodendenkmäler in der Oberpfälzer Stadt Neutraubling zusammengestellt. Diese Tabelle ist eine Teilliste der Liste der Bodendenkmäler in Bayern. Grundlage ist die Bayerische Denkmalliste, die auf Basis des Bayerischen Denkmalschutzgesetzes vom 1. Oktober 1973 erstmals erstellt wurde und seither durch das Bayerische Landesamt für Denkmalpflege geführt wird. Die folgenden Angaben ersetzen nicht die rechtsverbindliche Auskunft der Denkmalschutzbehörde.

## Bodendenkmäler der Gemeinde Neutraubling

### Gemarkung Harting
| Lage                          | Objekt | Akten-Nr.     | Bild |
| ----------------------------- | --- | ------------- | ---- |
| Harting Regensburg (Standort) | Siedlungen der Linearbandkeramik, der Stichbandkeramik/Gruppe Oberlauterbach, der Münchshöfener Kultur, der Glockenbecherkultur, der Bronzezeit, der Hallstattzeit und der römischen Kaiserzeit, vor- und frühgeschichtliche Bestattungsplätze mit Kreisgräben, Bestattungsplätze der Spätbronze- und Urnenfelderzeit, der Frühlatènezeit und des Frühmittelalters. | D-3-7039-0389 |      |